# Sainte-Marguerite-de-Carrouges
Sainte-Marguerite-de-Carrouges är en kommun i departementet Orne i regionen Normandie i nordvästra Frankrike. Kommunen ligger i kantonen Carrouges som tillhör arrondissementet Alençon. År 2022 hade Sainte-Marguerite-de-Carrouges 211 invånare.

## Befolkningsutveckling
Antalet invånare i kommunen Sainte-Marguerite-de-Carrouges
| Referens: INSEE |